# Premio de novela Francisco Casavella
El Premio de novela Francisco Casavella fue un galardón literario organizado por Ediciones Destino (Grupo Planeta) y que sustituyó desde 2010 a la categoría de finalista del Premio Nadal. El premio se suspendió en 2014, con solo 4 ediciones del galardón.

## Lista de ganadores
- 2010: Pablo Sánchez, por El alquiler del mundo[1]
- 2011: Enrique Rubio Palazón, por T@nia con i[2]
- 2012: Diego Trelles Paz, por Bioy[3]
- 2013: Mariano Quirós, por Tanto correr